# آبشار آیانار
آبشار آیانار (به انگلیسی: Ayyanar Falls) آبشاری است که در تامیل نادو، هند واقع شده و ارتفاع کلی ریزشگاه آن ۶۰ متر است.